# Криквиль-ан-Бессен
Крикви́ль-ан-Бессе́н (фр. Cricqueville-en-Bessin) — коммуна во Франции, находится в регионе Нижняя Нормандия. Департамент коммуны — Кальвадос. Входит в состав кантона Изиньи-сюр-Мер. Округ коммуны — Байё.
Код INSEE коммуны — 14204.

## Население
Население коммуны на 2010 год составляло 192 человека.
| 1962 | 1968 | 1975 | 1982 | 1990 | 1999 | 2010 |
| ---- | ---- | ---- | ---- | ---- | ---- | ---- |
| 197  | 200  | 190  | 157  | 171  | 182  | 192  |

## Экономика
В 2010 году среди 122 человек трудоспособного возраста (15—64 лет) 90 были экономически активными, 32 — неактивными (показатель активности — 73,8 %, в 1999 году было 62,2 %). Из 90 активных жителей работали 81 человек (42 мужчины и 39 женщин), безработных было 9 (4 мужчины и 5 женщин). Среди 32 неактивных 6 человек были учениками или студентами, 17 — пенсионерами, 9 были неактивными по другим причинам.